# Nachtkritik.de
nachtkritik.de ist ein deutsches Internetportal für Theaterkritik und Theaterberichterstattung.

## Geschichte
nachtkritik.de wurde im Mai 2007 von den freien Journalisten Petra Kohse, Esther Slevogt, Nikolaus Merck (1957–2022) und Dirk Pilz sowie dem Künstler Konrad von Homeyer als unabhängiges Theaterfeuilleton im Onlinebereich gegründet. Alle Kritiker waren zuvor bei überregionalen Tageszeitungen sowie Fachzeitschriften wie Theater heute und Theater der Zeit aktiv und arbeiten nach wie vor auch für Printmedien wie Berliner Zeitung, taz oder Neue Zürcher Zeitung.
Auslöser für die Gründung von nachtkritik.de war die schleichende Marginalisierung des Genres Theaterkritik im Printfeuilleton seit der Jahrtausendwende und der damit verbundene Fortfall von Arbeitsmöglichkeiten für Theaterkritikerinnen und -kritiker. Wie Esther Slevogt gegenüber dctp-TV äußerte, war für sie darüber hinaus die sogenannte „Spiralblock-Affäre“ um den Kritiker der Frankfurter Allgemeinen Zeitung Gerhard Stadelmaier, den Regisseur Sebastian Hartmann und seinen Schauspieler Thomas Lawinky ein Signalreiz, an der Gründung des Portals mitzuwirken. Am Konflikt um die dort gezeigte Interaktionstheaterform sei auch das Problem eines richterlichen, für Austausch verschlossenen Kritikverständnisses sichtbar geworden. Im Gegensatz dazu wollte man auf nachtkritik.de mit dem freien Forumsbereich die „Einbahnstraße Kritik“ (Slevogt) für Gegenkritik von Seiten der Theater und Leser öffnen.
Die derzeit zehnköpfige Redaktion von nachtkritik.de ist in Berlin ansässig. Die Berichterstattung aus der deutschsprachigen Schweiz, Österreich und Deutschland wird vor Ort durch freie Journalisten übernommen. Nach Angaben der Website beläuft sich die Zahl der Besuche monatlich auf ca. 389.039 Besuche (Visits) und 16.058.606 Seitenaufrufe (PIs). Quelle: AWStats. (Stand: Oktober 2020). Im Jahr 2009 war nachtkritik.de für den Grimme Online Award nominiert.

## Inhalte
nachtkritik.de veröffentlicht Rezensionen zu Theaterpremieren in Deutschland, Österreich und der deutschsprachigen Schweiz am Morgen nach der Premiere. In einer ergänzenden Presseschau werden an den Folgetagen repräsentative überregionale und lokale Kritiken zu der betreffenden Aufführung zusammengefasst.
nachtkritik.de versteht sich als Theaterfeuilleton und bietet auch Buchkritiken, Essays, Kommentare sowie Beiträge zu ästhetischen und kulturpolitischen Debatten aus dem Bereich Theater und darstellende Kunst. „Theaterbriefe“ berichten über die nichtdeutschsprachige Theaterlandschaft. Ein Glossar informiert über Künstler und wichtige Stichworte aus dem Theaterbereich.
Alle Textbeiträge auf nachtkritik.de sind in einem offenen, anonymen Forum kommentierbar.
nachtkritik.de berichtet unregelmäßig auf gesonderten Festival-Portalen von Theatertreffen, so 2008, 2009 und 2010 von den Mülheimer Theatertagen, 2009 vom internationalen Osnabrücker Festival „Spieltriebe3“ sowie seit 2012 vom Heidelberger Stückemarkt. Gemeinsam mit der Heinrich-Böll-Stiftung Berlin veranstaltet nachtkritik.de seit 2013 jährlich die Konferenz „Theater und Netz“. 2018 starteten Elena Philipp und Susanne Burkhardt das Format Der Theaterpodcast als Kooperation mit Deutschlandfunk Kultur.
Seit 2019 bietet nachtkritik.de eine App für Apple- und Google-Betriebssysteme an.
Seit 2020 bietet nachtkritik.de ein Streamingprogramm mit Livestreams und Aufzeichnungen von Inszenierungen, Symposien und Diskussionen.
2025 wurde die Bestenliste Top 100 Theaterabende des 21. Jahrhunderts veröffentlicht. Den ersten Platz belegte Frank Castorfs Inszenierung von Goethes Faust zum Abschied an der Berliner Volksbühne.

## Rezeption
„Die Seite hat sich zu einem Ort des wilden Kunstkampfes entwickelt“, schrieb Wolfgang Höbel in Der Spiegel Nr. 23/2009. Kritik aus der Zeitungslandschaft erhält nachtkritik.de vornehmlich für seine Politik des offenen Forums, in dem User Theaterveranstaltungen anonym kommentieren können. Den überregionalen Zeitungen sei eine ernstzunehmende, schnelle Konkurrenz erwachsen, urteilte Wilhelm Roth im Fachorgan Die Deutsche Bühne 01/2008. „Nachtkritik.de leistet nach wie vor das Beste, was es im deutschsprachigen – und im internationalen – Raum zu lesen und zu sehen gibt“, so Daniele Muscionico 2020 in der Neuen Zürcher Zeitung.